# Paula V. Welander
Paula Veronica Welander é microbiologista e professora da Universidade de Stanford, conhecida por sua pesquisa usando biomarcadores lipídicos para investigar como a vida evoluiu na Terra.

## Juventude e carreira
Welander nasceu e foi criada no Vale de San Fernando. Sua mãe e seu pai imigraram do México para Los Angeles no início dos anos 1970. Ela recebeu seu diploma de graduação no Occidental College em Los Angeles em 1998. Ela possui mestrado (2003) e doutorado (2007) pela Universidade de Illinois em Urbana-Champaign. Ela fez pós-doutorado no Instituto de Tecnologia de Massachusetts nos Departamentos de Biologia e de Ciências da Terra, Atmosféricas e Planetárias. Welander começou seu cargo na Universidade de Stanford em 2013, e obteve estabilidade em 2019.

## Pesquisa
A pesquisa de pós-graduação de Welander examinou os fatores que controlam o uso de metano por um grupo de Archaea. Para sua pesquisa de pós-doutorado, ela examinou a produção de um grupo de compostos químicos conhecidos como hopanoides. Welander examinou os lipídios em arquéias que gostam de ácidos e como as mudanças nos lipídios alteram a capacidade de crescimento de uma célula. Sua pesquisa expandiu ainda mais nossa compreensão dos organismos que produzem lipídios triterpenóides em ambientes aquáticos. Sua pesquisa mais recente concentra-se em lipídios, conhecidos como tetraéteres de glicerol dibifitanil glicerol (GDGTs), que são encontrados nas paredes celulares das arqueas. Coletivamente, sua pesquisa sobre lipídios pode ser usada para caracterizar como a vida microbiana na Terra mudou ao longo do tempo.

## Honras e prêmios
Em 2018, Welander recebeu o Prêmio da Divisão de Geobiologia e Geomicrobiologia por Pesquisa Extraordinária da Geological Society of America. Ela também recebeu o prêmio CAREER da National Science Foundation.

## Publicações selecionadas
- Sessions, Alex L.; Doughty, David M.; Welander, Paula V.; Summons, Roger E.; Newman, Dianne K. (28 de julho de 2009). «The Continuing Puzzle of the Great Oxidation Event». Current Biology (em inglês). 19 (14): R567–R574. ISSN 0960-9822. PMID 19640495. doi:10.1016/j.cub.2009.05.054
- Welander, Paula V.; Hunter, Ryan C.; Zhang, Lichun; Sessions, Alex L.; Summons, Roger E.; Newman, Dianne K. (2009). «Hopanoids Play a Role in Membrane Integrity and pH Homeostasis in Rhodopseudomonas palustris TIE-1». Journal of Bacteriology (em inglês). 191 (19): 6145–6156. ISSN 0021-9193. PMC 2747905. PMID 19592593. doi:10.1128/JB.00460-09
- Welander, Paula V.; Coleman, Maureen L.; Sessions, Alex L.; Summons, Roger E.; Newman, Dianne K. (11 de maio de 2010). «Identification of a methylase required for 2-methylhopanoid production and implications for the interpretation of sedimentary hopanes». Proceedings of the National Academy of Sciences (em inglês). 107 (19): 8537–8542. Bibcode:2010PNAS..107.8537W. ISSN 0027-8424. PMC 2889317. PMID 20421508. doi:10.1073/pnas.0912949107
- Wei, Jeremy H.; Yin, Xinchi; Welander, Paula V. (2016). «Sterol Synthesis in Diverse Bacteria». Frontiers in Microbiology. 7: 990. ISSN 1664-302X. PMC 4919349. PMID 27446030. doi:10.3389/fmicb.2016.00990
- Welander, Paula V.; Summons, Roger E. (7 de agosto de 2012). «Discovery, taxonomic distribution, and phenotypic characterization of a gene required for 3-methylhopanoid production». Proceedings of the National Academy of Sciences (em inglês). 109 (32): 12905–12910. Bibcode:2012PNAS..10912905W. ISSN 0027-8424. PMC 3420191. PMID 22826256. doi:10.1073/pnas.1208255109